# Quận Twiggs, Georgia
Quận Twiggs là một quận trong tiểu bang Georgia, Hoa Kỳ. Quận lỵ đóng ở thành phố Jeffersonville 6. Theo điều tra dân số năm 2000 của Cục điều tra dân số Hoa Kỳ, quận có dân số 10.590 người 2.

## Thông tin nhân khẩu
Theo điều tra dân số 2 năm 2000, quận đã có dân số 10.590 người, 3.832 hộ, và 2.862 gia đình sống trong quận. Mật độ dân số là 29 người cho mỗi dặm vuông (11/km ²). Có 4.291 đơn vị nhà ở với mật độ trung bình là 12 cho mỗi dặm vuông (5/km ²). Cơ cấu chủng tộc của dân cư quận gồm có 54,88% người da trắng, 43,65% da đen hay Mỹ gốc Phi, 0,21% người Mỹ bản xứ, 0,11% người châu Á, Thái Bình Dương 0,03%, 0,25% từ các chủng tộc khác, và 0,87% từ hai hoặc nhiều chủng tộc. 1,06% dân số là người Hispanic hay Latino thuộc chủng tộc nào.
Có 3.832 hộ, trong đó 33,40% có trẻ em dưới 18 tuổi sống chung với họ, 52,00% là các cặp vợ chồng sống với nhau, 17,50% có chủ hộ là nữ không có mặt chồng, và 25,30% là không lập gia đình. 22,30% của tất cả các hộ gia đình đã được tạo thành từ các cá nhân và 8,70% có người sống một mình 65 tuổi trở lên đã được người. Bình quân mỗi hộ là 2,73 và cỡ gia đình trung bình là 3,20.
Trong quận này độ tuổi dân cư với 27,00% ở độ tuổi dưới 18, 9,40% 18-24, 29,00% 25-44, 23,30% 45-64, và 11,30% 65 tuổi trở lên. Tuổi trung bình là 35 năm. Cứ mỗi 100 nữ có 91,80 nam giới. Cứ mỗi 100 nữ 18 tuổi trở lên, đã có 90,60 nam giới.
Thu nhập trung bình cho một hộ gia đình trong quận đã được $ 31.608, và thu nhập trung bình cho một gia đình là $ 38.715. Nam giới có thu nhập trung bình $ 31.141 so với 22.057 $ cho phái nữ. Thu nhập trên đầu cho các quận được $ 14.259. Giới 15,50% gia đình và 19,70% dân số sống dưới mức nghèo khổ, trong đó có 25,20% những người dưới 18 tuổi và 25,80% có độ tuổi từ 65 trở lên.